# 버고인 장군의 항복
버고인 장군의 항복(영어: Surrender of General Burgoyne)은 미국의 화가 존 트럼불의 유화이다. 이 그림은 1821년에 완성되었으며, 워싱턴 D.C.의 미국 국회의사당 로툰다에 걸려 있다.
이 그림은 제2차 새러토가 전투 10일 후인 1777년 10월 17일 새러토가에서 영국 육군 중장 존 버고인이 항복하는 모습을 묘사하고 있다. 이 그림에는 전투에 참여한 미국 대륙육군과 민병대의 많은 지도자들뿐만 아니라 헤센 사령관 프리드리히 아돌프 리데젤과 두 명의 영국 육군 장교인 버고인과 윌리엄 필립스 장군이 포함되어 있다.

## 위탁

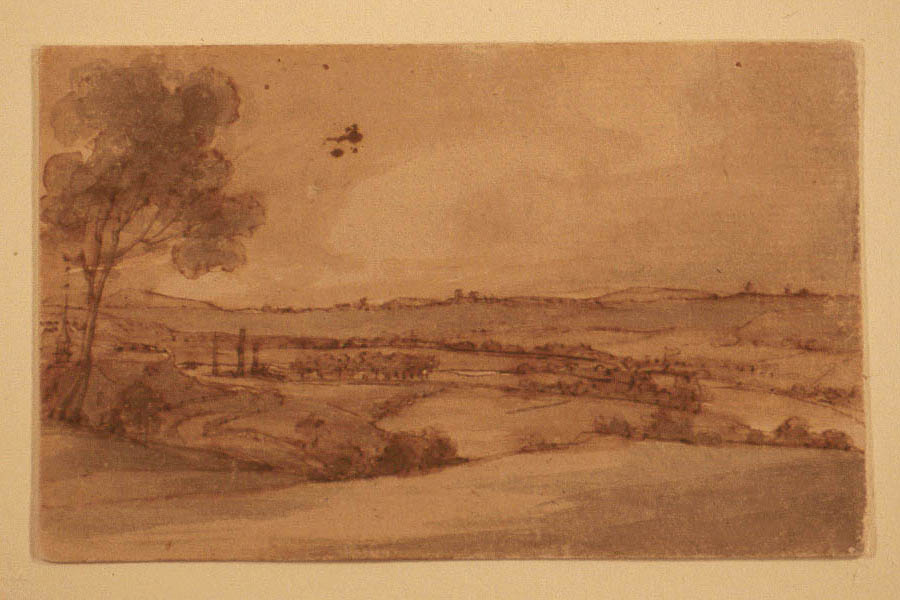
존 트럼불의 1791년 버고인 장군의 항복 스케치로, 30년 후인 1821년에 완성된 초상화를 시작하기 전에 그렸다.

화가 존 트럼불 (1756–1843)은 미국 독립 전쟁 초기에 조지 워싱턴과 호레이쇼 게이츠의 보좌관으로 복무하며 군인으로 지냈다. 1777년 군에서 사임한 후 그는 화가로서의 경력을 추구했다. 1785년에 그는 미국 독립 혁명의 주요 사건들을 기념하기 위한 일련의 대형 그림에 대한 아이디어를 스케치하기 시작했고, 1791년에는 새러토가로 가서 항복 현장의 풍경을 스케치했다.
미영 전쟁이 끝난 후 영국에서 돌아온 그는 미국 의회에 이 아이디어를 제안했다. 그의 신청서와 1775년 6월 17일 벙커 힐 전투에서 워렌 장군의 죽음과 1775년 12월 31일 퀘벡 공격에서 몽고메리 장군의 죽음의 성공적인 전시, 그리고 다른 제안된 그림들을 위한 연구를 바탕으로, 의회는 1817년에 그에게 4점의 대형 그림을 의뢰하여 미국 국회의사당 로툰다에 걸도록 결정했다.
그림 한 점당 가격은 8,000달러로 정해졌고, 크기와 주제는 제임스 매디슨 미국 대통령이 결정하도록 했다. 가로 18피트(370cm × 550cm)의 크기가 합의되었고, 네 그림의 주제도 합의되었다: 독립선언, 버고인 장군의 항복, 콘월리스 경의 항복, 그리고 조지 워싱턴 장군의 사임. 트럼불은 다음 8년 동안 의뢰를 수행했으며, 1821년 말에 이 그림을 완성했다. 이 그림은 1822년 1월부터 3월까지 뉴욕에서 처음 전시되었고, 트럼불은 1824년에 국회의사당 로툰다에 걸리는 것을 감독했다. 그 이후로 계속 그곳에 걸려 있다. 트럼불 자신도 1828년에 그림을 청소하고 바니시를 칠했으며, 대니얼 모건의 발 근처 부분도 수리했다.

## 묘사
이 그림은 존 버고인 장군이 호레이쇼 게이츠 장군에게 칼을 항복할 준비를 하는 모습을 묘사하고 있다. 미국 장교들은 이 사건을 목격하기 위해 양쪽에 모여 있다. 그들의 다양한 복장은 서로 다른 부대를 나타낸다. 그림의 중앙에는 버고인의 군대와 독일 증원군이 배경으로 이어져 있다. 그들은 미군 병참감 루이스 대령이 멀리서 말을 타고 캠프로 안내했다. 이 장면은 전투나 적대감보다는 평화를 암시한다. 푸른 하늘과 흰 구름 아래, 장교들은 예복을 입고, 무기는 칼집에 꽂혀 있거나 어깨에 메고 있으며, 대포는 침묵하고 있다.

## 다른 버전
트럼불은 현재 예일 대학교 미술관에 소장된 그림의 더 작고 실질적으로 유사한 버전을 만들었다. 로툰다 버전은 1994년에 발행된 기념 우표의 기반으로 사용되었다.

## 묘사된 인물

연방인쇄국에서 발행하는 $500 국가은행권 뒷면에 사용된 삽화

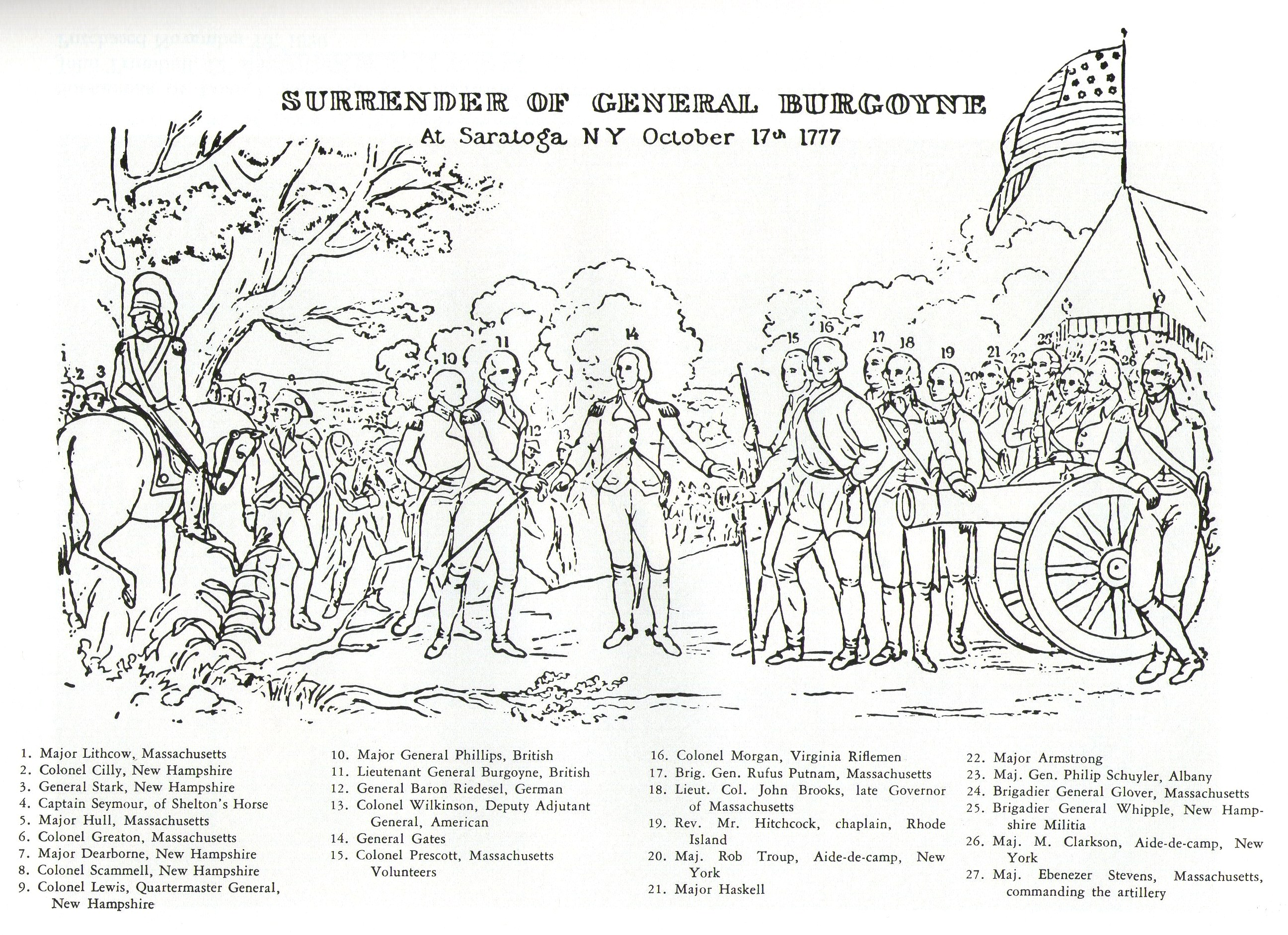
그림 속 인물들에 대한 설명

Weir가 69쪽에 제시한 목록이다. 묘사된 인물들은 대략 왼쪽에서 오른쪽으로 나열되어 있다.
- 리드고 소령
- 조지프 실리 대령
- 존 스탁 준장
- 세이모어 대위
- 윌리엄 헐 소령
- 그레이턴 대령
- 헨리 디어본 소령
- 알렉산더 스캐멀 대령
- 루이스 대령
- 윌리엄 필립스 준장
- 존 버고인 중장
- 프리드리히 아돌프 리데젤 남작 중장
- 제임스 윌킨슨 대령
- 호레이쇼 게이츠 소장
- 윌리엄 프레스콧 대령
- 대니얼 모건 대령
- 루퍼스 푸트넘 준장
- 존 브룩스 중령
- 히치콕 목사
- 로버트 트루프 소령
- 해스켈 소령
- 암스트롱 소령
- 필립 스카일러 소장
- 존 글로버 준장
- 윌리엄 휘플 준장
- 매튜 클락슨 소령
- 에베네저 스티븐스 소령

## 같이 보기
- 미국 독립 전쟁의 전투 목록
- 새러토가 전역
- 협약군

## 내용주
1. ↑  Weir, pp. 9-10
2. 1 2 3 4 5 6  Architect of the Capitol
3. 1 2  Weir, p. 36